# Velký a Malý Kamýk
Velký a Malý Kamýk je přírodní rezervace v Píseckých horách v okrese České Budějovice jihozápadně od obce Albrechtice nad Vltavou, která je chráněná z důvodů fragmentů původní acidofilní bučiny. Rezervace se rozkládá v okolí vrcholků Vysoký Kamýk (627 m n. m., druhý nejvyšší vrchol Píseckých hor) a Malý Kamýk (605 m n. m.). Nachází se na území přírodního parku Písecké hory.
Na vrcholku Vysokého Kamýku se nachází zděná rozhledna z roku 1941, která prošla v roce 2011 rozsáhlou rekonstrukcí a od května 2012 je v omezeném rozsahu přístupná veřejnosti.